# ATP Tour 2002
L'edizione 2002 dell'ATP Tour è iniziata il 31 dicembre 2001 con l'AAPT Championships e si è conclusa l'11 novembre con la Tennis Masters Cup.
L'ATP Tour è una serie di tornei maschili di tennis organizzati dall'ATP. Questa include i tornei del Grande Slam (organizzati in collaborazione con l'International Tennis Federation (ITF)), il  Tennis Masters Cup, i tornei dell'ATP Masters Series, dell'International Series Gold e dell'International Series.

## Calendario
Legenda
| Grande Slam                   |
| ATP World Tour Finals         |
| ATP Masters Series            |
| ATP International Series Gold |
| ATP International Series      |
| Torneo a squadre              |

### Gennaio
| Settimana        | Torneo | Campione/i                                              | Finalista/i                    | Semifinalisti                    | Eliminati ai quarti di finale                                   |
| ---------------- | --- | ------------------------------------------------------- | ------------------------------ | -------------------------------- | --------------------------------------------------------------- |
| 31 dicembre 2001 | AAPT Championships 2002 Adelaide, Australia International Series 357 000 $ Cemento Singolare - Doppio      | Tim Henman 6–4, 6(6)–7, 6–3                             | Mark Philippoussis             | Alberto Martín Hicham Arazi      | Greg Rusedski Thomas Endqvist Ivan Ljubičić Todd Martin         |
| 31 dicembre 2001 | AAPT Championships 2002 Adelaide, Australia International Series 357 000 $ Cemento Singolare - Doppio      | Wayne Black Kevin Ullyett 7–5, 6–2                      | Bob Bryan Mike Bryan           | Alberto Martín Hicham Arazi      | Greg Rusedski Thomas Endqvist Ivan Ljubičić Todd Martin         |
| 31 dicembre 2001 | Tata Open 2002 Chennai, India International Series 400 000 $ Cemento Singolare - Doppio                    | Guillermo Cañas 6–4, 7–6(2)                             | Paradorn Srichaphan            | Karol Kučera Andrei Pavel        | Jiří Vaněk Fabrice Santoro Álex Calatrava Tomas Johansson       |
| 31 dicembre 2001 | Tata Open 2002 Chennai, India International Series 400 000 $ Cemento Singolare - Doppio                    | Mahesh Bhupathi Leander Paes 5–7, 6–2, 7–5              | Tomáš Cibulec Ota Fukárek      | Karol Kučera Andrei Pavel        | Jiří Vaněk Fabrice Santoro Álex Calatrava Tomas Johansson       |
| 31 dicembre 2001 | Qatar ExxonMobil Open 2002 Doha, Qatar International Series 1 000 000 $ Cemento Singolare - Doppio         | Younes El Aynaoui 4–6, 6–2, 6–2                         | Félix Mantilla                 | Rainer Schüttler Bohdan Ulihrach | Evgenij Kafel'nikov Jiří Novák Fernando Vicente Radek Štěpánek  |
| 31 dicembre 2001 | Qatar ExxonMobil Open 2002 Doha, Qatar International Series 1 000 000 $ Cemento Singolare - Doppio         | Donald Johnson Jared Palmer 6–3, 7–6(5)                 | Jiří Novák David Rikl          | Rainer Schüttler Bohdan Ulihrach | Evgenij Kafel'nikov Jiří Novák Fernando Vicente Radek Štěpánek  |
| 7 gennaio        | Heineken Open 2002 Auckland, Nuova Zelanda International Series 357 000 $ Cemento Singolare - Doppio       | Greg Rusedski 6(0)–7, 6–4, 7–5                          | Jérôme Golmard                 | Michel Kratochvil Jiří Novák     | Jonas Björkman David Nalbandian Félix Mantilla Goran Ivanišević |
| 7 gennaio        | Heineken Open 2002 Auckland, Nuova Zelanda International Series 357 000 $ Cemento Singolare - Doppio       | Jonas Björkman Todd Woodbridge 7–6(5), 7–6(7)           | Martín García Cyril Suk        | Michel Kratochvil Jiří Novák     | Jonas Björkman David Nalbandian Félix Mantilla Goran Ivanišević |
| 7 gennaio        | Adidas International 2002 Sydney, Australia International Series 381 000 $ Cemento Singolare - Doppio      | Roger Federer 6–3, 6–3                                  | Juan Ignacio Chela             | Maks Mirny Andy Roddick          | Julien Boutter Nicolas Escudé Hyung-Taik Lee Marcelo Ríos       |
| 7 gennaio        | Adidas International 2002 Sydney, Australia International Series 381 000 $ Cemento Singolare - Doppio      | Donald Johnson Jared Palmer 6–4, 6–4                    | Joshua Eagle Sandon Stolle     | Maks Mirny Andy Roddick          | Julien Boutter Nicolas Escudé Hyung-Taik Lee Marcelo Ríos       |
| 14 gennaio       | Australian Open 2002 Melbourne, Australia Grand Slam 4 290 000 $ Cemento Singolare - Doppio - Doppio misto | Thomas Johansson 3–6, 6–4, 6–4, 7–6(4)                  | Marat Safin                    | Tommy Haas Jiří Novák            | Marcelo Ríos Wayne Ferreira Stefan Koubek Jonas Björkman        |
| 14 gennaio       | Australian Open 2002 Melbourne, Australia Grand Slam 4 290 000 $ Cemento Singolare - Doppio - Doppio misto | Mark Knowles Daniel Nestor 7–6(4), 6–3                  | Michaël Llodra Fabrice Santoro | Tommy Haas Jiří Novák            | Marcelo Ríos Wayne Ferreira Stefan Koubek Jonas Björkman        |
| 14 gennaio       | Australian Open 2002 Melbourne, Australia Grand Slam 4 290 000 $ Cemento Singolare - Doppio - Doppio misto | Doppio Misto: Kevin Ullyett Daniela Hantuchová 6–3, 6–2 | Gastón Etlis Paola Suárez      | Tommy Haas Jiří Novák            | Marcelo Ríos Wayne Ferreira Stefan Koubek Jonas Björkman        |
| 28 gennaio       | Milan Indoor 2002 Milano, Italia International Series 381 000 $ Sintetico (indoor) Singolare - Doppio      | Davide Sanguinetti 7–6(2), 4–6, 6–1                     | Roger Federer                  | Nicolas Escudé Greg Rusedski     | Younes El Aynaoui Maks Mirny Sjeng Schalken Sargis Sargsian     |
| 28 gennaio       | Milan Indoor 2002 Milano, Italia International Series 381 000 $ Sintetico (indoor) Singolare - Doppio      | Karsten Braasch Andrej Ol'chovskij 3–6, 7–6(5), 12–10   | Julien Boutter Maks Mirny      | Nicolas Escudé Greg Rusedski     | Younes El Aynaoui Maks Mirny Sjeng Schalken Sargis Sargsian     |

### Febbraio
| Settimana   | Torneo | Campione/i                                   | Finalista/i                         | Semifinalisti                      | Eliminati ai quarti di finale                                    |
| ----------- | --- | -------------------------------------------- | ----------------------------------- | ---------------------------------- | ---------------------------------------------------------------- |
| 11 febbraio | Copenaghen Open 2002 Copenaghen, Danimarca International Series 381 000 $ Cemento (indoor) Singolare - Doppio             | Lars Burgsmüller 6–3, 6–3                    | Olivier Rochus                      | Magnus Larsson Davide Sanguinetti  | Jiří Novák Cecil Mamiit Christophe Rochus Rainer Schüttler       |
| 11 febbraio | Copenaghen Open 2002 Copenaghen, Danimarca International Series 381 000 $ Cemento (indoor) Singolare - Doppio             | Julian Knowle Michael Kohlmann 7–6(8), 7–5   | Jiří Novák Radek Štěpánek           | Magnus Larsson Davide Sanguinetti  | Jiří Novák Cecil Mamiit Christophe Rochus Rainer Schüttler       |
| 11 febbraio | Open 13 2002 Marsiglia, Francia International Series 451 000 $ Cemento (indoor) Singolare - Doppio                        | Thomas Enqvist 6(4)–7, 6–3, 6–1              | Nicolas Escudé                      | Cédric Pioline Evgenij Kafel'nikov | Juan Carlos Ferrero Greg Rusedski Sébastien Grosjean Marc Rosset |
| 11 febbraio | Open 13 2002 Marsiglia, Francia International Series 451 000 $ Cemento (indoor) Singolare - Doppio                        | Arnaud Clément Nicolas Escudé 6–4, 6–3       | Julien Boutter Maks Mirny           | Cédric Pioline Evgenij Kafel'nikov | Juan Carlos Ferrero Greg Rusedski Sébastien Grosjean Marc Rosset |
| 11 febbraio | Bell South Open 2002 Viña del Mar, Cile International Series 381 000 $ Terra Singolare - Doppio                           | Fernando González 6–3, 6(5)–7, 7–6(4)        | Nicolás Lapentti                    | Nicolás Massú Nicolas Coutelot     | Flávio Saretta Albert Montañés Markus Hipfl José Acasuso         |
| 11 febbraio | Bell South Open 2002 Viña del Mar, Cile International Series 381 000 $ Terra Singolare - Doppio                           | Gastón Etlis Martín Rodríguez 6–3, 6–4       | Lucas Arnold Ker Luis Lobo          | Nicolás Massú Nicolas Coutelot     | Flávio Saretta Albert Montañés Markus Hipfl José Acasuso         |
| 18 febbraio | Copa AT&T 2002 Buenos Aires, Argentina International Series 425 000 $ Terra Singolare - Doppio                            | Nicolás Massú 2–6, 7–6(5), 6–2               | Agustín Calleri                     | Juan Ignacio Chela Feliciano López | Mariano Zabaleta Franco Squillari José Acasuso David Nalbandian  |
| 18 febbraio | Copa AT&T 2002 Buenos Aires, Argentina International Series 425 000 $ Terra Singolare - Doppio                            | Gastón Etlis Martín Rodríguez 3–6, 6–3, 10–4 | Simon Aspelin Mark Kratzmann        | Juan Ignacio Chela Feliciano López | Mariano Zabaleta Franco Squillari José Acasuso David Nalbandian  |
| 18 febbraio | Kroger St. Jude International 2002 Memphis, USA International Series Gold 725 000 $ Cemento (indoor) Singolare - Doppio   | Andy Roddick 6–4, 3–6, 7–5                   | James Blake                         | Jan-Michael Gambill Xavier Malisse | Tommy Haas Rainer Schüttler Todd Martin Sargis Sargsian          |
| 18 febbraio | Kroger St. Jude International 2002 Memphis, USA International Series Gold 725 000 $ Cemento (indoor) Singolare - Doppio   | Brian MacPhie Nenad Zimonjić 6–3, 3–6, 10–4  | Bob Bryan Mike Bryan                | Jan-Michael Gambill Xavier Malisse | Tommy Haas Rainer Schüttler Todd Martin Sargis Sargsian          |
| 18 febbraio | Rotterdam Open 2002 Rotterdam, Paesi Bassi International Series Gold 713 000 $ Cemento (indoor) Singolare - Doppio        | Nicolas Escudé 3–6, 7–6(7), 6–4              | Tim Henman                          | Sébastien Grosjean Ivan Ljubičić   | Roger Federer Arnaud Clément Bohdan Ulihrach Ivo Heuberger       |
| 18 febbraio | Rotterdam Open 2002 Rotterdam, Paesi Bassi International Series Gold 713 000 $ Cemento (indoor) Singolare - Doppio        | Roger Federer Maks Mirny 4–6, 6–3, 10–4      | Mark Knowles Daniel Nestor          | Sébastien Grosjean Ivan Ljubičić   | Roger Federer Arnaud Clément Bohdan Ulihrach Ivo Heuberger       |
| 25 febbraio | Abierto Mexicano de Tenis 2002 Acapulco, Messico International Series Gold 725 200 $ Terra Singolare - Doppio             | Carlos Moyá 7–6(4), 7–6(4)                   | Fernando Meligeni                   | Albert Montañés Juan Ignacio Chela | Fernando Vicente Mariano Zabaleta David Sánchez Francisco Clavet |
| 25 febbraio | Abierto Mexicano de Tenis 2002 Acapulco, Messico International Series Gold 725 200 $ Terra Singolare - Doppio             | Bob Bryan Mike Bryan 6–1, 3–6, 10–2          | Martin Damm David Rikl              | Albert Montañés Juan Ignacio Chela | Fernando Vicente Mariano Zabaleta David Sánchez Francisco Clavet |
| 25 febbraio | Dubai Tennis Championships 2002 Dubai, Emirati Arabi Uniti International Series Gold 925 000 $ Cemento Singolare - Doppio | Fabrice Santoro 6–4, 3–6, 6–3                | Younes El Aynaoui                   | Thomas Johansson Jiří Novák        | Rainer Schüttler Tim Henman Ivan Ljubičić Evgenij Kafel'nikov    |
| 25 febbraio | Dubai Tennis Championships 2002 Dubai, Emirati Arabi Uniti International Series Gold 925 000 $ Cemento Singolare - Doppio | Mark Knowles Daniel Nestor 3–6, 6–3, 13–11   | Joshua Eagle Sandon Stolle          | Thomas Johansson Jiří Novák        | Rainer Schüttler Tim Henman Ivan Ljubičić Evgenij Kafel'nikov    |
| 25 febbraio | Siebel Open 2002 San Jose, USA International Series 400 000 $ Cemento Singolare - Doppio                                  | Lleyton Hewitt 4–6, 7–6(6), 7–6(4)           | Andre Agassi                        | Jan-Michael Gambill Andy Roddick   | Todd Martin Wayne Arthurs James Blake Wayne Ferreira             |
| 25 febbraio | Siebel Open 2002 San Jose, USA International Series 400 000 $ Cemento Singolare - Doppio                                  | Wayne Black Kevin Ullyett 6–3, 4–6, 10–5     | John-Laffnie de Jager Robbie Koenig | Jan-Michael Gambill Andy Roddick   | Todd Martin Wayne Arthurs James Blake Wayne Ferreira             |

### Marzo
| Settimana | Torneo | Campione/i                               | Finalista/i                 | Semifinalisti                     | Eliminati ai quarti di finale                                     |
| --------- | --- | ---------------------------------------- | --------------------------- | --------------------------------- | ----------------------------------------------------------------- |
| 4 marzo   | International Tennis Championships 2002 Delray Beach, USA International Series 400 000 $ Cemento Singolare - Doppio | Davide Sanguinetti 6–4, 4–6, 6–4         | Andy Roddick                | Antony Dupuis Jan-Michael Gambill | Michaël Llodra Feliciano López Paradorn Srichaphan André Sá       |
| 4 marzo   | International Tennis Championships 2002 Delray Beach, USA International Series 400 000 $ Cemento Singolare - Doppio | Martin Damm Cyril Suk 6–4, 6(5)–7, 10–5  | David Adams Ben Ellwood     | Antony Dupuis Jan-Michael Gambill | Michaël Llodra Feliciano López Paradorn Srichaphan André Sá       |
| 4 marzo   | Franklin Templeton Tennis Classic 2002 Scottsdale, USA International Series 400 000 $ Cemento Singolare - Doppio    | Andre Agassi 6–2, 7–6(2)                 | Joan Balcells               | Xavier Malisse Rainer Schüttler   | Juan Ignacio Chela Wayne Ferreira Noam Okun Carlos Moyá           |
| 4 marzo   | Franklin Templeton Tennis Classic 2002 Scottsdale, USA International Series 400 000 $ Cemento Singolare - Doppio    | Bob Bryan Mike Bryan 7–5, 7–6(6)         | Mark Knowles Daniel Nestor  | Xavier Malisse Rainer Schüttler   | Juan Ignacio Chela Wayne Ferreira Noam Okun Carlos Moyá           |
| 11 marzo  | Indian Wells Open 2002 Indian Wells, USA Masters Series 2 950 000 $ Cemento Singolare - Doppio                      | Lleyton Hewitt 6–1, 6–2                  | Tim Henman                  | Pete Sampras Todd Martin          | Thomas Enqvist Rainer Schüttler Gastón Gaudio Evgenij Kafel'nikov |
| 11 marzo  | Indian Wells Open 2002 Indian Wells, USA Masters Series 2 950 000 $ Cemento Singolare - Doppio                      | Mark Knowles Daniel Nestor 6–4, 6–4      | Roger Federer Maks Mirny    | Pete Sampras Todd Martin          | Thomas Enqvist Rainer Schüttler Gastón Gaudio Evgenij Kafel'nikov |
| 18 marzo  | Miami Masters 2002 Miami, USA Masters Series 3 575 000 $ Cemento Singolare - Doppio                                 | Andre Agassi 6–3, 6–3, 3–6, 6–4          | Roger Federer               | Lleyton Hewitt Marcelo Ríos       | Marat Safin Andrei Pavel Juan Ignacio Chela Nicolás Lapentti      |
| 18 marzo  | Miami Masters 2002 Miami, USA Masters Series 3 575 000 $ Cemento Singolare - Doppio                                 | Mark Knowles Daniel Nestor 6–3, 3–6, 6–1 | Donald Johnson Jared Palmer | Lleyton Hewitt Marcelo Ríos       | Marat Safin Andrei Pavel Juan Ignacio Chela Nicolás Lapentti      |

### Aprile
| Settimana | Torneo | Campione/i                                    | Finalista/i                        | Semifinalisti                    | Eliminati ai quarti di finale                                    |
| --------- | --- | --------------------------------------------- | ---------------------------------- | -------------------------------- | ---------------------------------------------------------------- |
| 8 aprile  | Grand Prix Hassan II 2002 Casablanca, Marocco International Series 400 000 $ Terra Singolare - Doppio                        | Younes El Aynaoui 3–6, 6–3, 6–2               | Guillermo Cañas                    | Julien Boutter Michail Južnyj    | Attila Sávolt Jean-René Lisnard Antony Dupuis Paul-Henri Mathieu |
| 8 aprile  | Grand Prix Hassan II 2002 Casablanca, Marocco International Series 400 000 $ Terra Singolare - Doppio                        | Stephen Huss Myles Wakefield 6–4, 6–2         | Martín García Luis Lobo            | Julien Boutter Michail Južnyj    | Attila Sávolt Jean-René Lisnard Antony Dupuis Paul-Henri Mathieu |
| 8 aprile  | Estoril Open 2002 Estoril, Portogallo International Series 525 000 $ Terra Singolare - Doppio                                | David Nalbandian 6–4, 7–6(5)                  | Jarkko Nieminen                    | Carlos Moyá Fernando Meligeni    | Sjeng Schalken Maks Mirny Radek Štěpánek Marat Safin             |
| 8 aprile  | Estoril Open 2002 Estoril, Portogallo International Series 525 000 $ Terra Singolare - Doppio                                | Karsten Braasch Andrej Ol'chovskij 6–3, 6–3   | Simon Aspelin Andrew Kratzmann     | Carlos Moyá Fernando Meligeni    | Sjeng Schalken Maks Mirny Radek Štěpánek Marat Safin             |
| 15 aprile | Monte Carlo Open 2002 Monte Carlo, Monaco Masters Series 2 950 000 $ Terra Singolare - Doppio                                | Juan Carlos Ferrero 7–5, 6–3, 6–4             | Carlos Moyá                        | Tim Henman Sébastien Grosjean    | Marat Safin Thomas Johansson Albert Costa Tommy Haas             |
| 15 aprile | Monte Carlo Open 2002 Monte Carlo, Monaco Masters Series 2 950 000 $ Terra Singolare - Doppio                                | Jonas Björkman Todd Woodbridge 6–3, 3–6, 10–7 | Paul Haarhuis Evgenij Kafel'nikov  | Tim Henman Sébastien Grosjean    | Marat Safin Thomas Johansson Albert Costa Tommy Haas             |
| 22 aprile | Trofeo Conde de Godo 2002 Barcellona, Spagna International Series Gold 955 000 $ Terra Singolare - Doppio                    | Gastón Gaudio 6–4, 6–0, 6–2                   | Albert Costa                       | Lleyton Hewitt Guillermo Cañas   | Younes El Aynaoui Alberto Martín Cédric Pioline Àlex Corretja    |
| 22 aprile | Trofeo Conde de Godo 2002 Barcellona, Spagna International Series Gold 955 000 $ Terra Singolare - Doppio                    | Michael Hill Daniel Vacek 6–4, 6–4            | Lucas Arnold Ker Gastón Etlis      | Lleyton Hewitt Guillermo Cañas   | Younes El Aynaoui Alberto Martín Cédric Pioline Àlex Corretja    |
| 22 aprile | U.S. Men's Clay Court Championships 2002 Houston, USA International Series 400 000 $ Terra Singolare - Doppio                | Andy Roddick 7–6(9), 6–3                      | Pete Sampras                       | Guillermo Coria Andre Agassi     | Wayne Arthurs James Blake Todd Martin Kristian Pless             |
| 22 aprile | U.S. Men's Clay Court Championships 2002 Houston, USA International Series 400 000 $ Terra Singolare - Doppio                | Mardy Fish Andy Roddick 6–4, 6–4              | Jan-Michael Gambill Graydon Oliver | Guillermo Coria Andre Agassi     | Wayne Arthurs James Blake Todd Martin Kristian Pless             |
| 29 aprile | Mallorca Open 2002 Maiorca, Spagna International Series 381 000 $ Terra Singolare - Doppio                                   | Gastón Gaudio 6–2, 6–3                        | Jarkko Nieminen                    | Agustín Calleri Mariano Zabaleta | Gustavo Kuerten Olivier Rochus Dominik Hrbatý David Sánchez      |
| 29 aprile | Mallorca Open 2002 Maiorca, Spagna International Series 381 000 $ Terra Singolare - Doppio                                   | Mahesh Bhupathi Leander Paes 6–2, 6–4         | Julian Knowle Michael Kohlmann     | Agustín Calleri Mariano Zabaleta | Gustavo Kuerten Olivier Rochus Dominik Hrbatý David Sánchez      |
| 29 aprile | Internazionali di Tennis di Baviera 2002 Monaco di Baviera, Germania International Series 381 000 $ Terra Singolare - Doppio | Younes El Aynaoui 6–4, 6–4                    | Rainer Schüttler                   | Radek Štěpánek Michail Južnyj    | Nicolás Lapentti Francisco Clavet Julien Boutter Tommy Haas      |
| 29 aprile | Internazionali di Tennis di Baviera 2002 Monaco di Baviera, Germania International Series 381 000 $ Terra Singolare - Doppio | Petr Luxa Radek Štěpánek 6–0, 6(4)–7, 11–9    | Petr Pála Pavel Vízner             | Radek Štěpánek Michail Južnyj    | Nicolás Lapentti Francisco Clavet Julien Boutter Tommy Haas      |

### Maggio
| Settimana | Torneo | Campione/i                                    | Finalista/i                    | Semifinalisti                 | Eliminati ai quarti di finale                                |
| --------- | --- | --------------------------------------------- | ------------------------------ | ----------------------------- | ------------------------------------------------------------ |
| 6 maggio  | Internazionali d'Italia 2002 Roma, Italia Masters Series 2 578 000 $ Terra Singolare - Doppio                           | Andre Agassi 6–3, 6–3, 6–0                    | Tommy Haas                     | Andy Roddick Jiří Novák       | Carlos Moyá Tommy Robredo James Blake Albert Costa           |
| 6 maggio  | Internazionali d'Italia 2002 Roma, Italia Masters Series 2 578 000 $ Terra Singolare - Doppio                           | Martin Damm Cyril Suk 7–5, 7–5                | Wayne Black Kevin Ullyett      | Andy Roddick Jiří Novák       | Carlos Moyá Tommy Robredo James Blake Albert Costa           |
| 13 maggio | Hamburg Masters 2002 Amburgo, Germania Masters Series 2 578 000 $ Terra Singolare - Doppio                              | Roger Federer 6–1, 6–3, 6–4                   | Marat Safin                    | Tommy Robredo Maks Mirny      | Lleyton Hewitt Stefan Koubek Julien Boutter Gustavo Kuerten  |
| 13 maggio | Hamburg Masters 2002 Amburgo, Germania Masters Series 2 578 000 $ Terra Singolare - Doppio                              | Mahesh Bhupathi Jan-Michael Gambill 6–2, 6–4  | Jonas Björkman Todd Woodbridge | Tommy Robredo Maks Mirny      | Lleyton Hewitt Stefan Koubek Julien Boutter Gustavo Kuerten  |
| 20 maggio | World Team Cup 2002 Düsseldorf, Germania World Team Cup 2 100 000 $ Terra                                               | Argentina 3–0                                 | Russia                         | Spagna Svezia                 | Regno Unito Germania Francia Stati Uniti                     |
| 20 maggio | Internationaler Raiffeisen Grand Prix 2002 St. Poelten, Austria International Series 381 000 $ Terra Singolare - Doppio | Nicolás Lapentti 7–5, 6–4                     | Fernando Vicente               | Flávio Saretta Olivier Rochus | Markus Hipfl Albert Montañés David Sánchez Jürgen Melzer     |
| 20 maggio | Internationaler Raiffeisen Grand Prix 2002 St. Poelten, Austria International Series 381 000 $ Terra Singolare - Doppio | Petr Pála David Rikl 7–5, 6–4                 | Mike Bryan Michael Hill        | Flávio Saretta Olivier Rochus | Markus Hipfl Albert Montañés David Sánchez Jürgen Melzer     |
| 27 maggio | Open di Francia 2002 Parigi, Francia Grande Slam 5 268 535 $ Terra Singolare - Doppio - Doppio misto                    | Albert Costa 6–1, 6–0, 4–6, 6–3               | Juan Carlos Ferrero            | Àlex Corretja Marat Safin     | Guillermo Cañas Andrei Pavel Andre Agassi Sébastien Grosjean |
| 27 maggio | Open di Francia 2002 Parigi, Francia Grande Slam 5 268 535 $ Terra Singolare - Doppio - Doppio misto                    | Paul Haarhuis Evgenij Kafel'nikov 7–5, 6–4    | Mark Knowles Daniel Nestor     | Àlex Corretja Marat Safin     | Guillermo Cañas Andrei Pavel Andre Agassi Sébastien Grosjean |
| 27 maggio | Open di Francia 2002 Parigi, Francia Grande Slam 5 268 535 $ Terra Singolare - Doppio - Doppio misto                    | Doppio misto: Wayne Black Cara Black 6–3, 6–3 | Mark Knowles Elena Bovina      | Àlex Corretja Marat Safin     | Guillermo Cañas Andrei Pavel Andre Agassi Sébastien Grosjean |

### Giugno
| Settimana | Torneo | Campione/i                                                   | Finalista/i                      | Semifinalisti                   | Eliminati ai quarti di finale                                  |
| --------- | --- | ------------------------------------------------------------ | -------------------------------- | ------------------------------- | -------------------------------------------------------------- |
| 10 giugno | Halle Open 2002 Halle, Germania International Series 951 000 $ Erba Singolare - Doppio                                     | Evgenij Kafel'nikov 2–6, 6–4, 6–4                            | Nicolas Kiefer                   | Kenneth Carlsen Roger Federer   | Bohdan Ulihrach Thomas Johansson Alexander Popp Michail Južnyj |
| 10 giugno | Halle Open 2002 Halle, Germania International Series 951 000 $ Erba Singolare - Doppio                                     | David Prinosil David Rikl 4–6, 7–6(5), 7–5                   | Jonas Björkman Todd Woodbridge   | Kenneth Carlsen Roger Federer   | Bohdan Ulihrach Thomas Johansson Alexander Popp Michail Južnyj |
| 10 giugno | Queen's Club Championships 2002 Queen's Club, Londra, Gran Bretagna International Series 761 000 $ Erba Singolare - Doppio | Lleyton Hewitt 4–6, 6–1, 6–4                                 | Tim Henman                       | Sjeng Schalken Raemon Sluiter   | Todd Martin Wayne Arthurs Wayne Ferreira Hyung-Taik Lee        |
| 10 giugno | Queen's Club Championships 2002 Queen's Club, Londra, Gran Bretagna International Series 761 000 $ Erba Singolare - Doppio | Wayne Black Kevin Ullyett 7–5, 6–3                           | Mahesh Bhupathi Maks Mirny       | Sjeng Schalken Raemon Sluiter   | Todd Martin Wayne Arthurs Wayne Ferreira Hyung-Taik Lee        |
| 17 giugno | Ordina Open 2002 's-Hertogenbosch, Paesi Bassi International Series 381 000 $ Erba Singolare - Doppio                      | Sjeng Schalken 3–6, 6–3, 6–2                                 | Arnaud Clément                   | Guillermo Cañas Tommy Robredo   | Lleyton Hewitt Cédric Pioline Yves Allegro Roger Federer       |
| 17 giugno | Ordina Open 2002 's-Hertogenbosch, Paesi Bassi International Series 381 000 $ Erba Singolare - Doppio                      | Martin Damm Cyril Suk 7–6(6), 6(6)–7, 6–4                    | Paul Haarhuis Brian MacPhie      | Guillermo Cañas Tommy Robredo   | Lleyton Hewitt Cédric Pioline Yves Allegro Roger Federer       |
| 17 giugno | Samsung Open 2002 Nottingham, GB International Series 381 000 $ Erba Singolare - Doppio                                    | Jonas Björkman 6–2, 6(5)–7, 6–2                              | Wayne Arthurs                    | Greg Rusedski Michel Kratochvil | Andrej Stoljarov Magnus Larsson Arvind Parmar Fabrice Santoro  |
| 17 giugno | Samsung Open 2002 Nottingham, GB International Series 381 000 $ Erba Singolare - Doppio                                    | Mike Bryan Mark Knowles 0–6, 7–6(3), 6–4                     | Donald Johnson Jared Palmer      | Greg Rusedski Michel Kratochvil | Andrej Stoljarov Magnus Larsson Arvind Parmar Fabrice Santoro  |
| 24 giugno | Torneo di Wimbledon 2002 Wimbledon, Londra, Gran Bretagna Grande Slam 6 061 154 $ Erba Singolare - Doppio - Doppio misto   | Lleyton Hewitt 6–1, 6–3, 6–2                                 | David Nalbandian                 | Tim Henman Xavier Malisse       | Sjeng Schalken André Sá Richard Krajicek Nicolás Lapentti      |
| 24 giugno | Torneo di Wimbledon 2002 Wimbledon, Londra, Gran Bretagna Grande Slam 6 061 154 $ Erba Singolare - Doppio - Doppio misto   | Jonas Björkman Todd Woodbridge 6–1, 6–2, 6(7)–7, 7–5         | Mark Knowles Daniel Nestor       | Tim Henman Xavier Malisse       | Sjeng Schalken André Sá Richard Krajicek Nicolás Lapentti      |
| 24 giugno | Torneo di Wimbledon 2002 Wimbledon, Londra, Gran Bretagna Grande Slam 6 061 154 $ Erba Singolare - Doppio - Doppio misto   | Doppio misto: Mahesh Bhupathi Elena Lichovceva 6–2, 1–6, 6–1 | Kevin Ullyett Daniela Hantuchová | Tim Henman Xavier Malisse       | Sjeng Schalken André Sá Richard Krajicek Nicolás Lapentti      |

### Luglio
| Settimana | Torneo | Campione/i                                 | Finalista/i                       | Semifinalisti                  | Eliminati ai quarti di finale                                   |
| --------- | --- | ------------------------------------------ | --------------------------------- | ------------------------------ | --------------------------------------------------------------- |
| 8 luglio  | Swedish Open 2002 Båstad, Svezia International Series 381 000 $ Terra Singolare - Doppio                               | Carlos Moyá 6–3, 2–6, 7–5                  | Younes El Aynaoui                 | Agustín Calleri Tommy Robredo  | Guillermo Cañas Nikolaj Davydenko Magnus Norman Albert Portas   |
| 8 luglio  | Swedish Open 2002 Båstad, Svezia International Series 381 000 $ Terra Singolare - Doppio                               | Jonas Björkman Todd Woodbridge 7–6(6), 6–4 | Paul Hanley Michael Hill          | Agustín Calleri Tommy Robredo  | Guillermo Cañas Nikolaj Davydenko Magnus Norman Albert Portas   |
| 8 luglio  | Swiss Open Gstaad 2002 Gstaad, Svizzera International Series 600 000 $ Terra Singolare - Doppio                        | Àlex Corretja 6–3, 7–6(3), 7–6(3)          | Gastón Gaudio                     | Ivan Ljubičić Radek Štěpánek   | Galo Blanco Marc Rosset Attila Sávolt David Sánchez             |
| 8 luglio  | Swiss Open Gstaad 2002 Gstaad, Svizzera International Series 600 000 $ Terra Singolare - Doppio                        | Joshua Eagle David Rikl 7–6(5), 6–4        | Massimo Bertolini Cristian Brandi | Ivan Ljubičić Radek Štěpánek   | Galo Blanco Marc Rosset Attila Sávolt David Sánchez             |
| 8 luglio  | Miller Lite Hall of Fame Tennis Championships 2002 Newport, USA International Series 375 000 $ Erba Singolare - Doppio | Taylor Dent 6–1, 4–6, 6–4                  | James Blake                       | Michaël Llodra Robby Ginepri   | Justin Gimelstob Mardy Fish Alexander Popp Martin Lee           |
| 8 luglio  | Miller Lite Hall of Fame Tennis Championships 2002 Newport, USA International Series 375 000 $ Erba Singolare - Doppio | Bob Bryan Mike Bryan 7–5, 6–3              | Jürgen Melzer Alexander Popp      | Michaël Llodra Robby Ginepri   | Justin Gimelstob Mardy Fish Alexander Popp Martin Lee           |
| 15 luglio | Energis Open 2002 Amersfoort, Paesi Bassi International Series 381 000 $ Terra Singolare - Doppio                      | Juan Ignacio Chela 6–1, 7–6(4)             | Albert Costa                      | Gastón Gaudio John van Lottum  | André Sá Jarkko Nieminen Christophe Rochus Joan Balcells        |
| 15 luglio | Energis Open 2002 Amersfoort, Paesi Bassi International Series 381 000 $ Terra Singolare - Doppio                      | Jeff Coetzee Chris Haggard 7–6(1), 6–3     | André Sá Alexandre Simoni         | Gastón Gaudio John van Lottum  | André Sá Jarkko Nieminen Christophe Rochus Joan Balcells        |
| 15 luglio | Mercedes Cup 2002 Stoccarda, Germania International Series 500 000 $ Terra Singolare - Doppio                          | Michail Južnyj 6–3, 3–6, 3–6, 6–4, 6–4     | Guillermo Cañas                   | Jiří Novák Lars Burgsmüller    | Tommy Robredo Alberto Martín Younes El Aynaoui Andrei Pavel     |
| 15 luglio | Mercedes Cup 2002 Stoccarda, Germania International Series 500 000 $ Terra Singolare - Doppio                          | Joshua Eagle David Rikl 6–3, 6–4           | David Adams Gastón Etlis          | Jiří Novák Lars Burgsmüller    | Tommy Robredo Alberto Martín Younes El Aynaoui Andrei Pavel     |
| 15 luglio | Croatia Open Umag 2002 Umago, Croazia International Series 381 000 $ Terra Singolare - Doppio                          | Carlos Moyá 6–2, 6–3                       | David Ferrer                      | Željko Krajan Jürgen Melzer    | Guillermo Coria Ivan Ljubičić Victor Hănescu Fernando Vicente   |
| 15 luglio | Croatia Open Umag 2002 Umago, Croazia International Series 381 000 $ Terra Singolare - Doppio                          | František Čermák Julian Knowle 6–4, 6–4    | Albert Portas Fernando Vicente    | Željko Krajan Jürgen Melzer    | Guillermo Coria Ivan Ljubičić Victor Hănescu Fernando Vicente   |
| 22 luglio | Generali Open 2002 Kitzbühel, Austria International Series Gold 880 000 $ Terra Singolare - Doppio                     | Àlex Corretja 6–4, 6–1, 6–3                | Juan Carlos Ferrero               | Gastón Gaudio Mariano Zabaleta | Albert Costa Nicolás Massú Andrei Pavel Juan Ignacio Chela      |
| 22 luglio | Generali Open 2002 Kitzbühel, Austria International Series Gold 880 000 $ Terra Singolare - Doppio                     | Robbie Koenig Thomas Shimada 7–6(3), 6–4   | Lucas Arnold Ker Àlex Corretja    | Gastón Gaudio Mariano Zabaleta | Albert Costa Nicolás Massú Andrei Pavel Juan Ignacio Chela      |
| 22 luglio | Mercedes-Benz Cup 2002 Los Angeles, USA International Series 400 000 $ Cemento Singolare - Doppio                      | Andre Agassi 6–2, 6–4                      | Jan-Michael Gambill               | Andy Roddick Maks Mirny        | Nicolas Kiefer Xavier Malisse Michaël Llodra Gustavo Kuerten    |
| 22 luglio | Mercedes-Benz Cup 2002 Los Angeles, USA International Series 400 000 $ Cemento Singolare - Doppio                      | Sébastien Grosjean Nicolas Kiefer 6–4, 6–4 | Justin Gimelstob Michaël Llodra   | Andy Roddick Maks Mirny        | Nicolas Kiefer Xavier Malisse Michaël Llodra Gustavo Kuerten    |
| 22 luglio | Idea Prokom Open 2002 Sopot, Polonia International Series 381 000 $ Terra Singolare - Doppio                           | José Acasuso 2–6, 6–1, 6–3                 | Franco Squillari                  | Attila Sávolt Carlos Moyá      | Michail Južnyj Christophe Rochus Jan Vacek Stefano Galvani      |
| 22 luglio | Idea Prokom Open 2002 Sopot, Polonia International Series 381 000 $ Terra Singolare - Doppio                           | František Čermák Leoš Friedl 7–5, 7–5      | Jeff Coetzee Nathan Healey        | Attila Sávolt Carlos Moyá      | Michail Južnyj Christophe Rochus Jan Vacek Stefano Galvani      |
| 29 luglio | Canada Masters 2002 Toronto, Canada Masters Series 2 950 000 $ Cemento Singolare - Doppio                              | Guillermo Cañas 6–4, 7–5                   | Andy Roddick                      | Jiří Novák Tommy Haas          | Sébastien Grosjean David Nalbandian Fabrice Santoro Marat Safin |
| 29 luglio | Canada Masters 2002 Toronto, Canada Masters Series 2 950 000 $ Cemento Singolare - Doppio                              | Bob Bryan Mike Bryan 4–6, 7–6(1), 6–3      | Mark Knowles Daniel Nestor        | Jiří Novák Tommy Haas          | Sébastien Grosjean David Nalbandian Fabrice Santoro Marat Safin |

### Agosto
| Settimana | Torneo                                                                                                  | Campione/i                                           | Finalista/i                  | Semifinalisti                         | Eliminati ai quarti di finale                                       |
| --------- | --- | ---------------------------------------------------- | ---------------------------- | ------------------------------------- | ------------------------------------------------------------------- |
| 5 agosto  | Cincinnati Masters 2002 Cincinnati, USA Masters Series 2 950 000 $ Cemento Singolare - Doppio           | Carlos Moyá 7–5, 7–6(5)                              | Lleyton Hewitt               | Fernando González Juan Carlos Ferrero | Andre Agassi Andy Roddick Rainer Schüttler Wayne Arthurs            |
| 5 agosto  | Cincinnati Masters 2002 Cincinnati, USA Masters Series 2 950 000 $ Cemento Singolare - Doppio           | James Blake Todd Martin 7–5, 6–3                     | Mahesh Bhupathi Maks Mirny   | Fernando González Juan Carlos Ferrero | Andre Agassi Andy Roddick Rainer Schüttler Wayne Arthurs            |
| 12 agosto | RCA Championships 2002 Indianapolis, USA International Series Gold 800 000 $ Cemento Singolare - Doppio | Greg Rusedski 6(6)–7, 6–4, 6–4                       | Félix Mantilla               | Tommy Haas Rainer Schüttler           | Martin Verkerk Sébastien Grosjean Arnaud Clément Arnaud Di Pasquale |
| 12 agosto | RCA Championships 2002 Indianapolis, USA International Series Gold 800 000 $ Cemento Singolare - Doppio | Mark Knowles Daniel Nestor 7–6(4), 6(5)–7, 6–4       | Mahesh Bhupathi Maks Mirny   | Tommy Haas Rainer Schüttler           | Martin Verkerk Sébastien Grosjean Arnaud Clément Arnaud Di Pasquale |
| 12 agosto | Washington Open 2002 Washington, USA International Series Gold 800 000 $ Cemento Singolare - Doppio     | James Blake 1–6, 7–6(5), 6–4                         | Paradorn Srichaphan          | Andre Agassi Marcelo Ríos             | Thomas Enqvist Àlex Corretja Jarkko Nieminen Fernando Meligeni      |
| 12 agosto | Washington Open 2002 Washington, USA International Series Gold 800 000 $ Cemento Singolare - Doppio     | Wayne Black Kevin Ullyett 3–6, 6–3, 7–5              | Bob Bryan Mike Bryan         | Andre Agassi Marcelo Ríos             | Thomas Enqvist Àlex Corretja Jarkko Nieminen Fernando Meligeni      |
| 19 agosto | TD Waterhouse Cup 2002 Long Island, USA International Series 480 000 $ Cemento Singolare - Doppio       | Paradorn Srichaphan 5–7, 6–2, 6–2                    | Juan Ignacio Chela           | Tommy Haas Àlex Corretja              | Jarkko Nieminen Younes El Aynaoui Paul-Henri Mathieu Mardy Fish     |
| 19 agosto | TD Waterhouse Cup 2002 Long Island, USA International Series 480 000 $ Cemento Singolare - Doppio       | Mahesh Bhupathi Mike Bryan 6–3, 6–4                  | Petr Pála Pavel Vízner       | Tommy Haas Àlex Corretja              | Jarkko Nieminen Younes El Aynaoui Paul-Henri Mathieu Mardy Fish     |
| 26 agosto | US Open 2002 Flushing Meadows, New York, USA Grande Slam 7 129 000 $ Cemento Singolare - Doppio - Misto | Pete Sampras 6–3, 6–4, 5–7, 6–4                      | Andre Agassi                 | Lleyton Hewitt Sjeng Schalken         | Younes El Aynaoui Maks Mirny Andy Roddick Fernando González         |
| 26 agosto | US Open 2002 Flushing Meadows, New York, USA Grande Slam 7 129 000 $ Cemento Singolare - Doppio - Misto | Mahesh Bhupathi Maks Mirny 6–3, 3–6, 6–4             | Jiří Novák Radek Štěpánek    | Lleyton Hewitt Sjeng Schalken         | Younes El Aynaoui Maks Mirny Andy Roddick Fernando González         |
| 26 agosto | US Open 2002 Flushing Meadows, New York, USA Grande Slam 7 129 000 $ Cemento Singolare - Doppio - Misto | Doppio Misto: Mike Bryan Lisa Raymond 7–6(9), 7–6(1) | Bob Bryan Katarina Srebotnik | Lleyton Hewitt Sjeng Schalken         | Younes El Aynaoui Maks Mirny Andy Roddick Fernando González         |

### Settembre
| Settimana    | Torneo | Campione/i                                             | Finalista/i                             | Semifinalisti                          | Eliminati ai quarti di finale                                     |
| ------------ | --- | ------------------------------------------------------ | --------------------------------------- | -------------------------------------- | ----------------------------------------------------------------- |
| 9 settembre  | Romanian Open 2002 Bucarest, Romania International Series 381 000 $ Terra Singolare - Doppio                        | David Ferrer 6–3, 6–2                                  | José Acasuso                            | Andrei Pavel David Sánchez             | Juan Giner Franco Squillari Galo Blanco Arnaud Di Pasquale        |
| 9 settembre  | Romanian Open 2002 Bucarest, Romania International Series 381 000 $ Terra Singolare - Doppio                        | Jens Knippschild Peter Nyborg 6–3, 6–3                 | Emilio Benfele Álvarez Andrés Schneiter | Andrei Pavel David Sánchez             | Juan Giner Franco Squillari Galo Blanco Arnaud Di Pasquale        |
| 9 settembre  | Brasil Open 2002 Salvador, Brasile International Series 571 000 $ Cemento Singolare - Doppio                        | Gustavo Kuerten 6(4)–7, 7–5, 7–6(2)                    | Guillermo Coria                         | Ramón Delgado Cecil Mamiit             | Gastón Etlis André Sá Dominik Hrbatý Agustín Calleri              |
| 9 settembre  | Brasil Open 2002 Salvador, Brasile International Series 571 000 $ Cemento Singolare - Doppio                        | Scott Humphries Mark Merklein 6–3, 7–6(1)              | Gustavo Kuerten André Sá                | Ramón Delgado Cecil Mamiit             | Gastón Etlis André Sá Dominik Hrbatý Agustín Calleri              |
| 9 settembre  | Tashkent Open 2002 Tashkent, Uzbekistan International Series 550 000 $ Cemento Singolare - Doppio                   | Evgenij Kafel'nikov 7–6(6), 7–5                        | Vladimir Volčkov                        | Paradorn Srichaphan Davide Sanguinetti | Marat Safin Ivan Ljubičić Kristian Pless Tommy Haas               |
| 9 settembre  | Tashkent Open 2002 Tashkent, Uzbekistan International Series 550 000 $ Cemento Singolare - Doppio                   | David Adams Robbie Koenig 6–2, 7–5                     | Raemon Sluiter Martin Verkerk           | Paradorn Srichaphan Davide Sanguinetti | Marat Safin Ivan Ljubičić Kristian Pless Tommy Haas               |
| 23 settembre | Salem Open 2002 Hong Kong, Cina International Series 400 000 $ Cemento Singolare - Doppio                           | Juan Carlos Ferrero 6–3, 1–6, 7–6(4)                   | Carlos Moyá                             | Jonas Björkman Jérôme Golmard          | Feliciano López Francisco Clavet Juan Ignacio Chela Antony Dupuis |
| 23 settembre | Salem Open 2002 Hong Kong, Cina International Series 400 000 $ Cemento Singolare - Doppio                           | Jan-Michael Gambill Graydon Oliver 6(2)–7, 6–4, 7–6(4) | Wayne Arthurs Andrew Kratzmann          | Jonas Björkman Jérôme Golmard          | Feliciano López Francisco Clavet Juan Ignacio Chela Antony Dupuis |
| 23 settembre | Campionati Internazionali di Sicilia 2002 Palermo, Italia International Series 381 000 $ Terra Singolare - Doppio   | Fernando González 5–7, 6–3, 6–1                        | José Acasuso                            | Marcelo Ríos Bohdan Ulihrach           | David Sánchez Luis Horna Sargis Sargsian Alberto Martín           |
| 23 settembre | Campionati Internazionali di Sicilia 2002 Palermo, Italia International Series 381 000 $ Terra Singolare - Doppio   | Lucas Arnold Ker Luis Lobo 6–4, 4–6, 6–2               | František Čermák Leoš Friedl            | Marcelo Ríos Bohdan Ulihrach           | David Sánchez Luis Horna Sargis Sargsian Alberto Martín           |
| 30 settembre | Kremlin Cup 2002 Mosca, Russia International Series 1 000 000 $ Sintetico (indoor) Singolare - Doppio               | Paul-Henri Mathieu 4–6, 6–2, 6–0                       | Sjeng Schalken                          | Marat Safin Evgenij Kafel'nikov        | Roger Federer Rainer Schüttler Nicolas Escudé Cyril Saulnier      |
| 30 settembre | Kremlin Cup 2002 Mosca, Russia International Series 1 000 000 $ Sintetico (indoor) Singolare - Doppio               | Roger Federer Maks Mirny 6–4, 7–6(0)                   | Joshua Eagle Sandon Stolle              | Marat Safin Evgenij Kafel'nikov        | Roger Federer Rainer Schüttler Nicolas Escudé Cyril Saulnier      |
| 30 settembre | Japan Open Tennis Championships 2002 Tokyo, Giappone International Series Gold 800 000 $ Cemento Singolare - Doppio | Kenneth Carlsen 7–6(8), 6–3                            | Magnus Norman                           | Paradorn Srichaphan Vince Spadea       | Lleyton Hewitt Antony Dupuis Feliciano López Magnus Larsson       |
| 30 settembre | Japan Open Tennis Championships 2002 Tokyo, Giappone International Series Gold 800 000 $ Cemento Singolare - Doppio | Jeff Coetzee Chris Haggard 7–6(4), 6–4                 | Jan-Michael Gambill Graydon Oliver      | Paradorn Srichaphan Vince Spadea       | Lleyton Hewitt Antony Dupuis Feliciano López Magnus Larsson       |

### Ottobre
| Settimana  | Torneo | Campione/i                                 | Finalista/i                    | Semifinalisti                      | Eliminati ai quarti di finale                                         |
| ---------- | --- | ------------------------------------------ | ------------------------------ | ---------------------------------- | --------------------------------------------------------------------- |
| 7 ottobre  | Grand Prix de Tennis de Lyon 2002 Lione, Francia International Series 761 000 $ Sintetico (indoor) Singolare - Doppio | Paul-Henri Mathieu 4–6, 6–3, 6–1           | Gustavo Kuerten                | Arnaud Clément Kristian Pless      | Marat Safin Sébastien Grosjean Jonas Björkman Nicolas Escudé          |
| 7 ottobre  | Grand Prix de Tennis de Lyon 2002 Lione, Francia International Series 761 000 $ Sintetico (indoor) Singolare - Doppio | Wayne Black Kevin Ullyett 6–4, 3–6, 7–6(3) | Mark Knowles Daniel Nestor     | Arnaud Clément Kristian Pless      | Marat Safin Sébastien Grosjean Jonas Björkman Nicolas Escudé          |
| 7 ottobre  | Vienna Open 2002 Vienna, Austria International Series Gold 765 000 $ Cemento (indoor) Singolare - Doppio              | Roger Federer 6–4, 6–1, 3–6, 6–4           | Jiří Novák                     | Andrei Pavel Carlos Moyá           | Jürgen Melzer Nikolaj Davydenko James Blake Bohdan Ulihrach           |
| 7 ottobre  | Vienna Open 2002 Vienna, Austria International Series Gold 765 000 $ Cemento (indoor) Singolare - Doppio              | Joshua Eagle Sandon Stolle 6–4, 6–3        | Jiří Novák Radek Štěpánek      | Andrei Pavel Carlos Moyá           | Jürgen Melzer Nikolaj Davydenko James Blake Bohdan Ulihrach           |
| 14 ottobre | Madrid Masters 2002 Madrid, Spagna Masters Series 2 578 000 $ Cemento (indoor) Singolare - Doppio                     | Andre Agassi W/O                           | Jiří Novák                     | Fabrice Santoro Sébastien Grosjean | Roger Federer Paradorn Srichaphan Agustín Calleri Juan Carlos Ferrero |
| 14 ottobre | Madrid Masters 2002 Madrid, Spagna Masters Series 2 578 000 $ Cemento (indoor) Singolare - Doppio                     | Mark Knowles Daniel Nestor 6–3, 5–7, 6–0   | Mahesh Bhupathi Maks Mirny     | Fabrice Santoro Sébastien Grosjean | Roger Federer Paradorn Srichaphan Agustín Calleri Juan Carlos Ferrero |
| 21 ottobre | Swiss Indoors 2002 Basilea, Svizzera International Series 1 000 000 $ Sintetico (indoor) Singolare - Doppio           | David Nalbandian 6–4, 6–3, 6–2             | Fernando González              | Roger Federer Juan Carlos Ferrero  | Tim Henman Andy Roddick Arnaud Clément Félix Mantilla                 |
| 21 ottobre | Swiss Indoors 2002 Basilea, Svizzera International Series 1 000 000 $ Sintetico (indoor) Singolare - Doppio           | Bob Bryan Mike Bryanv 7–6(1), 7–5          | Mark Knowles Daniel Nestor     | Roger Federer Juan Carlos Ferrero  | Tim Henman Andy Roddick Arnaud Clément Félix Mantilla                 |
| 21 ottobre | St. Petersburg Open 2002 San Pietroburgo, Russia International Series 1 000 000 $ Cemento (indoor) Singolare - Doppio | Sébastien Grosjean 7–5, 6–4                | Michail Južnyj                 | Karol Kučera Vladimir Volčkov      | Gastón Gaudio Dominik Hrbatý Andrei Pavel Nicolas Kiefer              |
| 21 ottobre | St. Petersburg Open 2002 San Pietroburgo, Russia International Series 1 000 000 $ Cemento (indoor) Singolare - Doppio | David Adams Jared Palmer 7–6(8), 6–3       | Irakli Labadze Marat Safin     | Karol Kučera Vladimir Volčkov      | Gastón Gaudio Dominik Hrbatý Andrei Pavel Nicolas Kiefer              |
| 21 ottobre | Stockholm Open 2002 Stoccolma, Svezia International Series 650 000 $ Cemento (indoor) Singolare - Doppio              | Paradorn Srichaphan 6(2)–7, 6–0, 6–3, 6–2  | Marcelo Ríos                   | Tommy Robredo Hicham Arazi         | Raemon Sluiter Fabrice Santoro Andreas Vinciguerra Nicolás Massú      |
| 21 ottobre | Stockholm Open 2002 Stoccolma, Svezia International Series 650 000 $ Cemento (indoor) Singolare - Doppio              | Wayne Black Kevin Ullyett 6–4, 2–6, 7–6(4) | Wayne Arthurs Paul Hanley      | Tommy Robredo Hicham Arazi         | Raemon Sluiter Fabrice Santoro Andreas Vinciguerra Nicolás Massú      |
| 28 ottobre | Paris Masters 2002 Parigi, Francia Masters Series 2 828 000 $ Sintetico (indoor) Singolare - Doppio                   | Marat Safin 7–6(4), 6–0, 6–4               | Lleyton Hewitt                 | Paradorn Srichaphan Carlos Moyá    | Roger Federer Andy Roddick Nicolas Escudé Andre Agassi                |
| 28 ottobre | Paris Masters 2002 Parigi, Francia Masters Series 2 828 000 $ Sintetico (indoor) Singolare - Doppio                   | Nicolas Escudé Fabrice Santoro 6–3, 7–6(6) | Gustavo Kuerten Cédric Pioline | Paradorn Srichaphan Carlos Moyá    | Roger Federer Andy Roddick Nicolas Escudé Andre Agassi                |

### Novembre
| Settimana   | Torneo                                                                                           | Campione/i                             | Finalista/i         | Semifinalisti             | Eliminati ai quarti di finale                                     |
| ----------- | ------------------------------------------------------------------------------------------------ | -------------------------------------- | ------------------- | ------------------------- | ----------------------------------------------------------------- |
| 11 novembre | Tennis Masters Cup 2002 Shanghai, Cina Tennis Masters Cup 3 700 000 $ Cemento (indoor) Singolare | Lleyton Hewitt 7–5, 7–5, 2–6, 2–6, 6–4 | Juan Carlos Ferrero | Carlos Moyá Roger Federer | Albert Costa Marat Safin Jiří Novák Thomas Johansson Andre Agassi |

### Dicembre
Nessun evento

## Debutti
- Igor' Andreev
- Tomáš Berdych
- Guillermo García López
- Richard Gasquet
- Łukasz Kubot
- Juan Mónaco
- Dudi Sela
- Andreas Seppi
- Gilles Simon
- Janko Tipsarević
- Stan Wawrinka